# Apanteles florus
Apanteles florus är en stekelart som beskrevs av Nixon 1965. Apanteles florus ingår i släktet Apanteles och familjen bracksteklar. Inga underarter finns listade i Catalogue of Life.